# Bartłomiej Perek
Bartłomiej Perek – polski kardiochirurg, profesor nauk medycznych i nauk o zdrowiu. Pracuje na stanowisku profesora w Klinice Kardiochirurgii Uniwersytetu Medycznego im. Karola Marcinkowskiego w Poznaniu.

## Życiorys
Studia medyczne ukończył na Akademii Medycznej w Poznaniu w 1996, gdzie następnie został zatrudniony. Doktoryzował się w roku 2000 na podstawie pracy Badania doświadczalne nad oceną trwałości biologicznych protez zastawkowych pozbawionych rusztowania, przygotowanej pod kierunkiem Wojciecha Dyszkiewicza. Habilitował się w 2014 na podstawie rozprawy pt. Perspektywa wykorzystania wybranych parametrów morfologicznych i czynnościowych żyły odpiszczelowej w prognozowaniu drożności żylnych pomostów aortalno-wieńcowych w obserwacji odległej. Tytuł profesora otrzymał w 2020.
W ramach Uniwersytetu Medycznego w Poznaniu pracuje jako adiunkt w Klinice Kardiochirurgii Katedry Kardio-Torakochirurgii Wydziału Lekarskiego II (Szpital Przemienienia Pańskiego w Poznaniu).
Członek szeregu towarzystw: Polskiego Towarzystwa Kardio-Torakochirurgów, Polskiego Towarzystwa Kardiologicznego, European Association for Cardio-Thoracic Surgeons oraz Society of Thoracic Surgeons. W dorobku naukowym ma szereg opracowań oryginalnych, publikowanych w czasopismach krajowych i zagranicznych.
Pełni funkcję redaktora zarządzającego (ang. managing editor) kwartalnika „Kardiochirurgia i Torakochirurgia Polska".